# Printemps
Pour les articles homonymes, voir Printemps (homonymie).

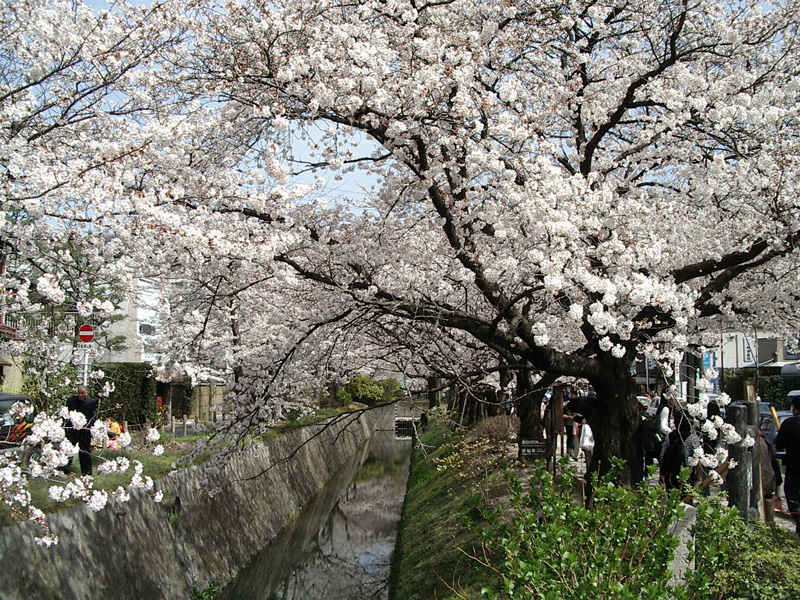
Floraison des cerisiers au printemps à Kyoto.

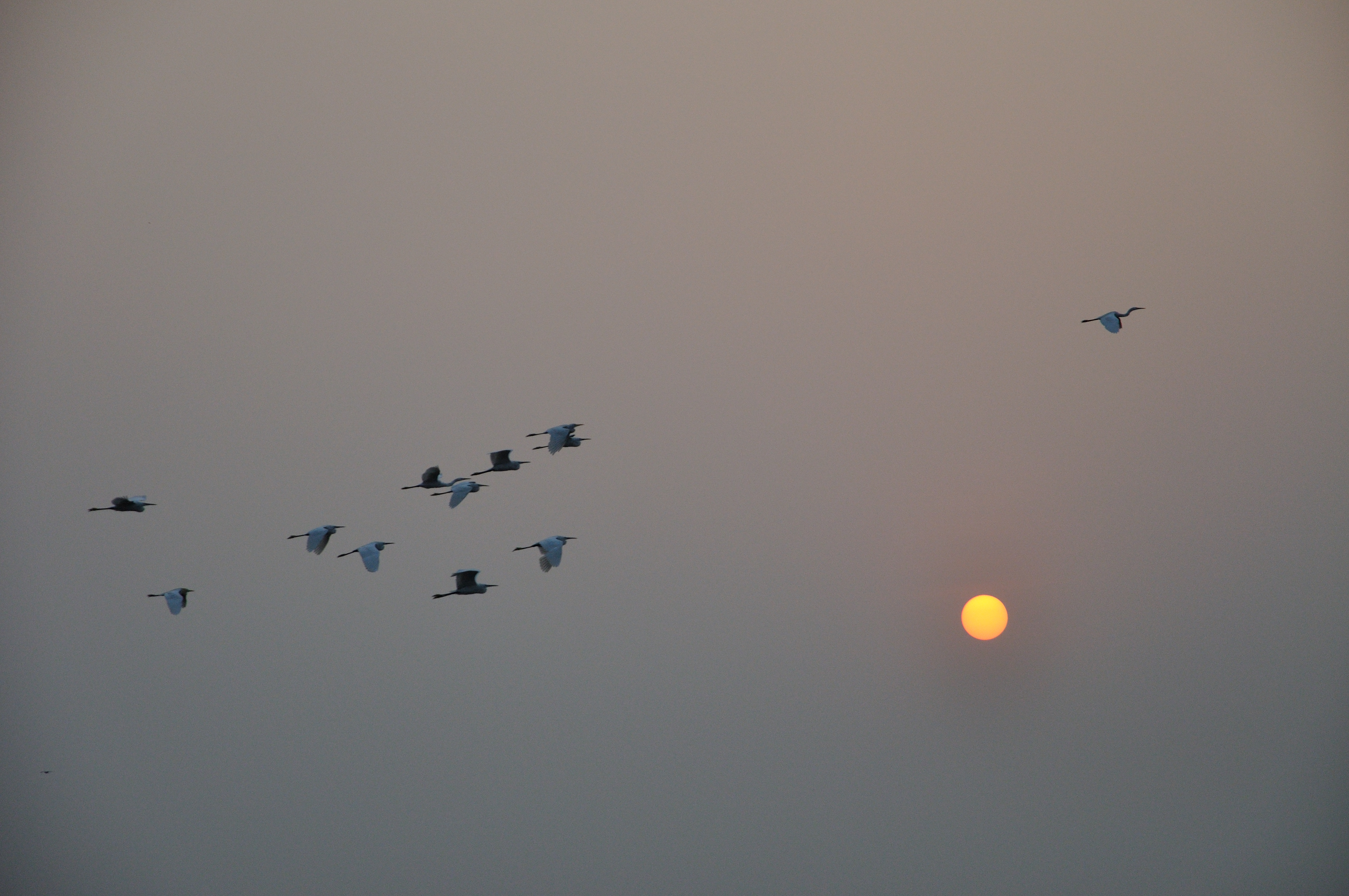
Coucher de soleil quelques heures après l'équinoxe de printemps à Calcutta.

Le printemps (de l'ancien français prins, premier, et temps) est l’une des quatre saisons de l’année, dans les zones tempérées et boréales où il suit l'hiver et précède l'été.
Il existe plusieurs définitions du printemps, notamment météorologique (du 1er mars au 31 mai dans l'hémisphère nord et du 1er septembre au 30 novembre dans l'hémisphère sud) et calendaire (dont les dates varient selon les pays, régions, cultures).
Dans l’hémisphère nord, le printemps se situe entre le premier et le deuxième trimestre de l'année et dans l'hémisphère sud, il se situe entre le troisième et le dernier trimestre de l'année.
Cette saison, marquant traditionnellement le renouveau dans la nature, se caractérise par un radoucissement par à coups de la température, la fonte des neiges, le bourgeonnement et la floraison des plantes, le réveil des animaux hibernants et le retour de certains animaux migrateurs.

## Définitions

### Météorologique

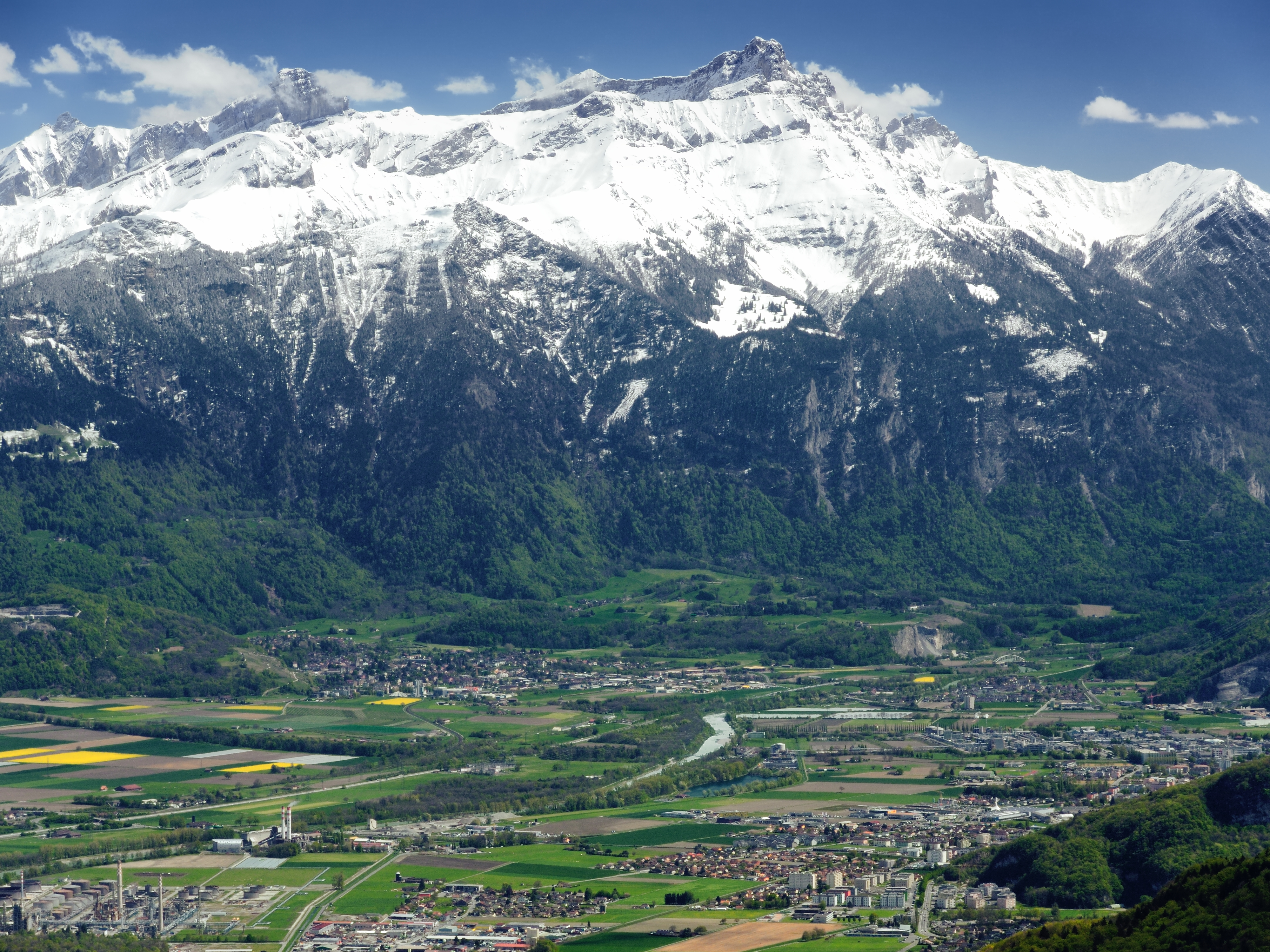
Fin avril dans les Alpes. À haute altitude (ou latitude), le printemps correspond souvent à la période la plus enneigée de l'année.

Du point de vue météorologique, le printemps est une demi-saison se situant entre la saison froide et la saison chaude. Il se caractérise par une variation entre les températures froides de l'hiver passé et les températures chaudes de l'été qui suit. Dans l'hémisphère nord, il comprend donc les mois de mars, avril et mai, précisément en météorologie, commençant le 1er mars et se terminant le 31 mai.
Dans l'hémisphère sud, le printemps météorologique austral est inversé et se situe donc aux mois de septembre, octobre et novembre.

### Calendaire

Saisons sur Terre.

Les dates de début et de fin du printemps calendaire varient suivant les pays, les traditions et les époques. D'une manière générale, elles coïncident soit :
- avec les dates du printemps astronomique[7], de l'équinoxe de mars au solstice d'été,
- avec les dates du printemps météorologique[8],
- avec l'équinoxe de printemps (pour le début) et le solstice d'été (pour la fin). Dans ce cas, cela ne coïncide pas avec le printemps météorologique. Ainsi, le mois de mars étant dans son ensemble est en moyenne non seulement plus doux que les mois de décembre, janvier et février, mais également en règle générale dans l'hémisphère nord, que celui de novembre, il est un mois typiquement printanier[9].

Au Canada et en France, le printemps sur le calendrier commence le jour de l'équinoxe de printemps (le plus souvent le 20 ou 21 mars) et se termine le jour du solstice d'été (le plus souvent le 21 juin).
Dans le calendrier iranien, le premier jour du printemps, norouz, est resté le premier jour de l'année. La fête est célébrée par certaines communautés le 20 mars systématiquement, et par d'autres le jour de l'équinoxe vernal de l'hémisphère nord, qui a lieu soit les 19, 20 ou 21 mars.
En Russie, le printemps débute le 1er mars, en conformité avec le printemps météorologique. En Australie et en Nouvelle-Zélande, le début du printemps officiel est le 1er septembre, en accord avec le printemps météorologique de l'hémisphère sud.
Dans le calendrier luni-solaire chinois, dit « calendrier chinois », le printemps commence vers début février et se termine vers fin avril. La fête du printemps y coïncide avec les dates du printemps astronomique, ainsi qu'avec le nouvel an : c'est le début des semences et d'une fête de deux semaines.
De la même façon, le calendrier celtique traditionnel fait commencer le printemps au 1er février, avec la fête d'Imbolc. Il respecte ainsi la cohérence du calendrier astronomique, qui placera ensuite le début de l'été au 1er mai (et non au 21 juin, jour du solstice et ainsi milieu de l'été), le début de l'automne au 1er août, et le début de l'hiver au 1er novembre.

## Manifestations

### Civilisations et cultures

#### Mythologies, croyances et traditions

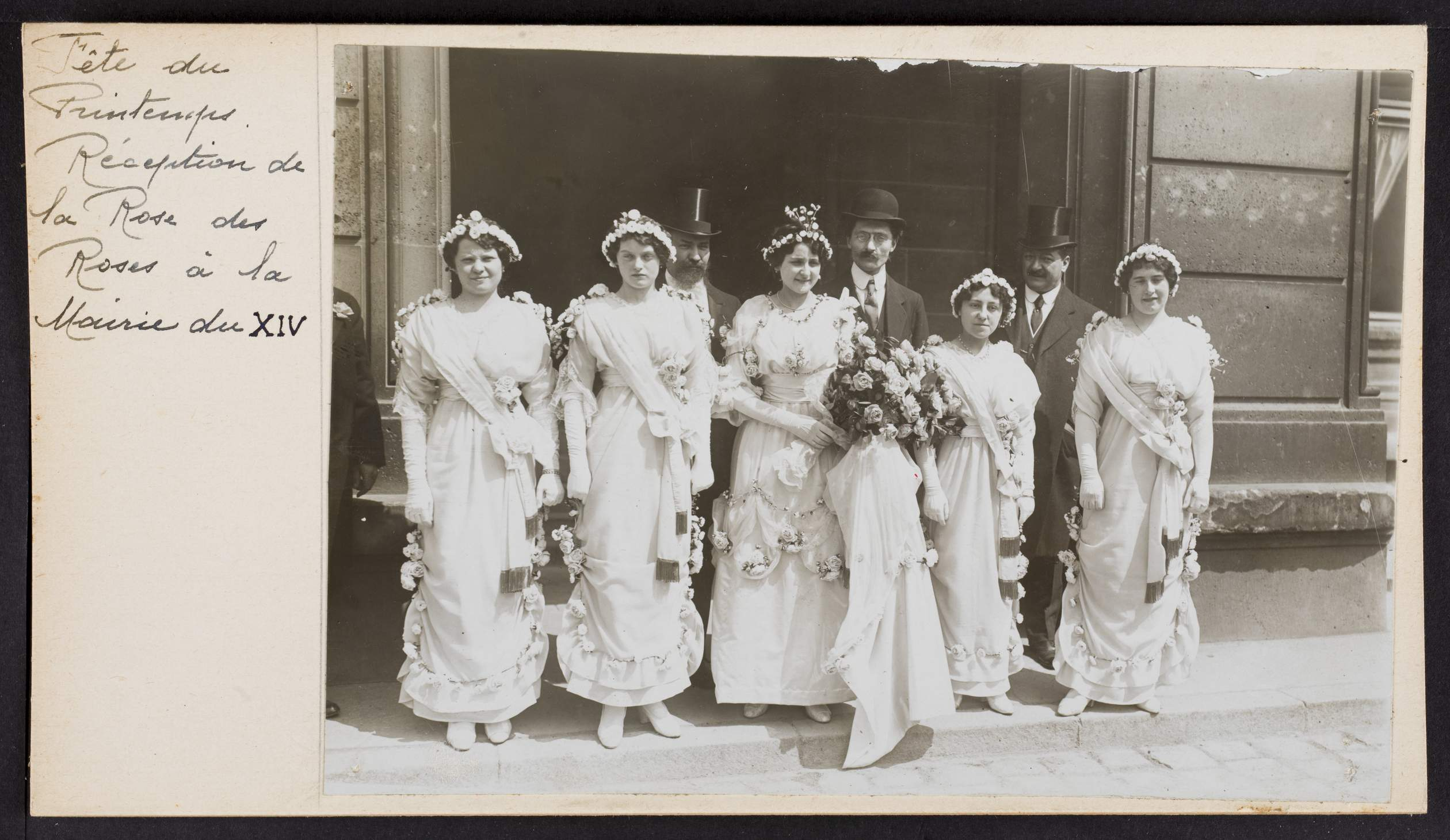
Fête du printemps. Réception de la Rose des Roses à la mairie du XIVème arrondissement de Paris, années 1910. Université de Caen.

- Maïa est la déesse romaine de la fertilité et du printemps. Son nom (du latin maius : « plus grand ») est lié, comme celui du mois de mai, à la croissance des végétaux ;
- Zéphyr (ou Favonius pour les romains), est le dieu grec du Vent d’Ouest et du Printemps, apportant avec lui la belle saison et la renaissance de la nature.
- Le ver sacrum (« printemps sacré »), coutume attestée chez certains peuples de l'Italie ancienne ;
- Baba Dochia (« la vieille Dokia ») personnifie, dans la mythologie roumaine, l'impatience du monde pour le retour du printemps ;
- Le rite du printemps de Juraǔski Karahod[15], à Pahost (Biélorussie) ;
- Ostara est une fête païenne célébrée à l'occasion de l'équinoxe de printemps par les adeptes de la Wicca. Elle symbolise le renouveau de la vie et de la terre, après l'hiver ;
- Le Schieweschlawe (« lancer de disque ») est une fête païenne de l'équinoxe de printemps pratiquée dans le nord de l'Alsace, le sud de l'Allemagne et en Suisse alémanique.
- Le Carnaval de Saint-Rémy-de-Provence est une fête traditionnelle qui célèbre l'équinoxe de printemps et dont le personnage emblématique est la « Chauche Vieille » ;
- 'Hag HaAviv est la fête du printemps (Aviv en hébreu moderne) chez les Karaïtes ;
- Norouz est une fête traditionnelle iranienne célébrant le nouvel an du calendrier iranien (premier jour du printemps) ; Novrouz est également fêté en Afghanistan, en Inde, au Tajikistan...
- Cheti Chand, est la fête du nouvel an Sindhi, célébrant la naissance de Jhule Lal, avatar de Varuna, Dieu du fleuve Indus. Cet événement n'est de nos jours célébré que par les hindous du Sindh et la communauté sindhiphone ayant fui vers l'Inde à la suite de la partition.
- Ugadi / Gudi Padwa, est le nouvel an des régions péninsulaires de l'Inde (Deccan), principalement célébré au Maharashtra, au Karnataka, au Télangana, en Andhra Pradesh et à Goa. La date de cette fête coïncide souvent avec l'équinoxe de printemps ;
- Vishu, est le nouvel an malayali, festoyé dans les états du Kerala, du Tamil Nadu (District de Kanniyakumari principalement) et du Karnataka (District du Dakshina Kannada seulement) ;
- Puthandu, le nouvel an tamoul ;
- Bohag Bihu en Assam (Inde), marque l'arrivée du printemps dans la région ;
- Thingyan, le nouvel an birman ;
- Songkran, le nouvel an thaï ;
- Le printemps est souvent associé à la « saison des amours » et à la jeunesse ;
- une couronne de mai est traditionnellement confectionnée au Grand-Duché du Luxembourg pour fêter l'arrivée du printemps ;
- Dans le langage courant, on parle de printemps pour signifier l'âge : « Elle fête ses 22 printemps. »

#### Asie
- Qiu Chuji (丘處機) ou Chang Chun (長春 : « Printemps perpétuel ») est un moine taoïste de la province du Shandong (1148-1227) ;
- Setsubun (節分?) est une fête nationale japonaise qui célèbre l'arrivée du printemps selon l'ancien calendrier lunaire, fêtée de nos jours le 3 février ;
- Kigo (季語?) est un terme japonais signifiant « mot de saison ». Il existe toute une série de kigo pour évoquer le printemps ;
- Le Miyako Odori (都 を ど り?) est un festival japonais se déroulant à Kyoto, en avril ; il célèbre l'arrivée du printemps.
- Le Shuntō (春闘?) (« lutte de printemps ») fait référence aux négociations entre syndicats et employeurs qui se déroulent au début du mois de mars au Japon.
- Holi, le festival des couleurs, est célébré en Inde et au Népal. Cette fête marque l'arrivée du printemps et la date de sa célébration coïncide souvent avec l'équinoxe de printemps.

#### Littérature
- Ver Sacrum (« printemps sacré ») est une revue mensuelle, fondée par Gustav Klimt en 1898 ;
- Le Printemps des Poètes est un festival francophone consacré à la poésie sous toutes ses formes, se déroulant au mois de mars.

#### Musique
- Le Printemps de Bourges est un festival de musiques actuelles, se déroulant chaque année au mois d'avril à Bourges (dans le Cher) ;
- Le festival des Giboulées est un festival de musiques rock, électro, dub et reggae se déroulant au printemps au Creusot (en Saône-et-Loire).

#### Histoire
- L’Opération Frühlingserwachen (« opération Réveil du printemps »), lancée en Hongrie, fut la dernière grande offensive allemande de la Seconde Guerre mondiale.

### Nature

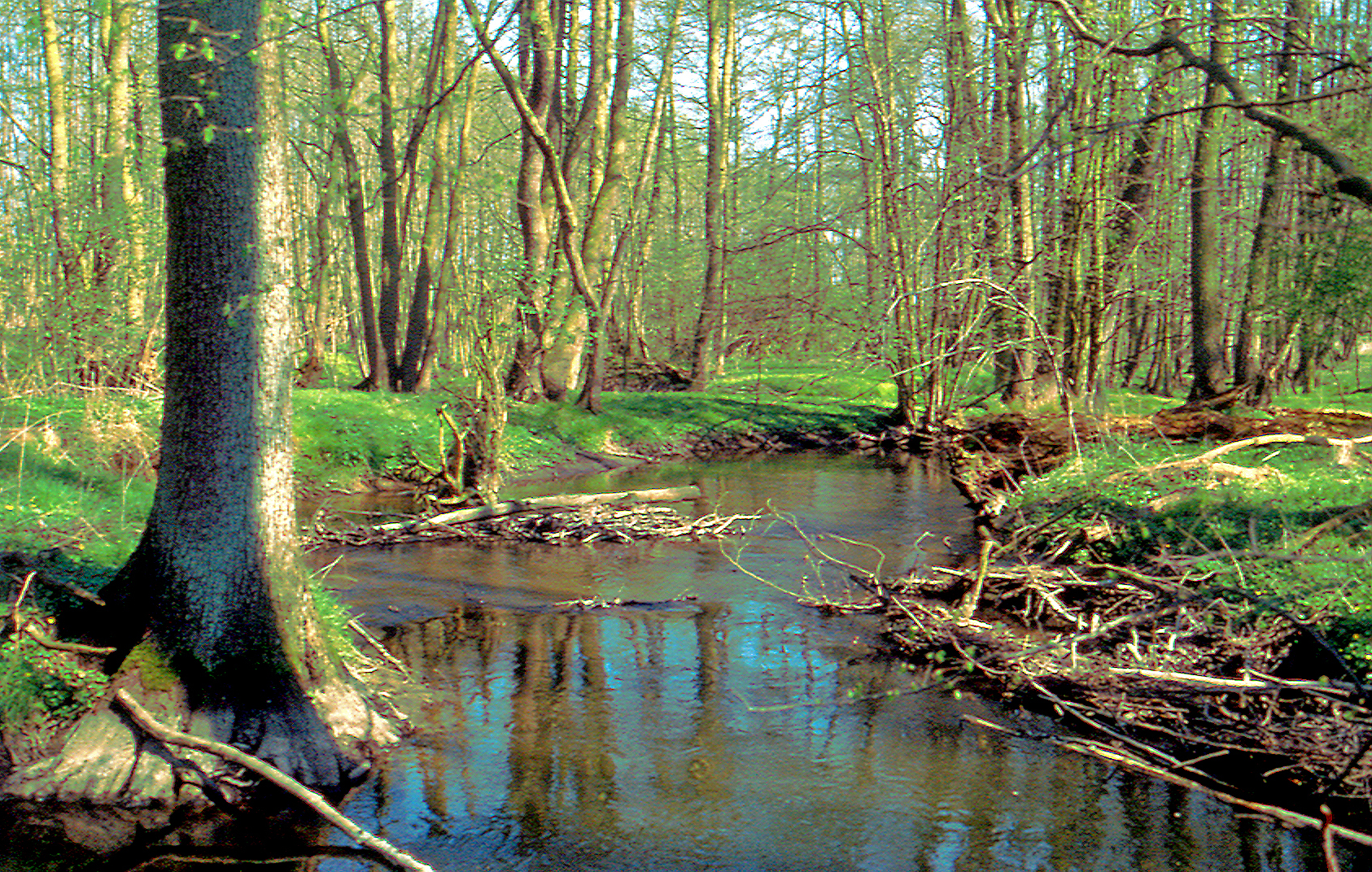
Sous les feuillus, avant que les feuilles des arbres ne captent la lumière du Soleil, la strate herbacée connait son optimum de développement.

Le printemps est en zone tempérée la saison des giboulées. Il est caractérisé par une alternance de pluies et de journées ensoleillées et par la fonte des neiges. Cette fonte survient plus rapidement en plaine qu'en montagne. Aussi, il est fréquent que les habitations et les champs situés près des cours d'eau soient inondés durant la nouvelle saison en raison du sol gorgé d'eau. Aux États-Unis, en Nouvelle-Angleterre, le printemps est appelé « saison de la boue ».
Selon la durée et la rigueur des hivers dans les différents pays tempérés, on assiste (de mi-mars à fin avril et même en mai dans les pays à hiver rigoureux comme au Canada) à un réveil de la nature. Les arbres, dépouillés de leurs feuilles au cours de l'automne, revivent sous l'effet des températures clémentes, des pluies fréquentes et du temps ensoleillé un peu plus présent que durant la mauvaise saison. La sève remonte, les bourgeons, restés fermés durant tout l'hiver, s'ouvrent et de nouvelles feuilles d'un vert tendre font leur apparition, grandissent et s'élargissent jusqu'à atteindre leur taille normale selon l'espèce. Elles garderont cette taille, mais seront d'un vert plus foncé durant l'été. C'est le moment où les oiseaux migrateurs reviennent et où ceux qui hivernaient se réveillent.
Certains arbres fruitiers (pommiers, cerisiers…) signalent leur activité en premier lieu par l'apparition de fleurs (blanches, roses, mauves…), puis ces fleurs tombent ou sont emportées par le vent pour laisser place à de jeunes feuilles.
Les prairies et les champs sont souvent recouverts de fleurs et d'une herbe jeune et neuve, un plaisir pour le bétail libéré de son régime au foin durant l'hiver.

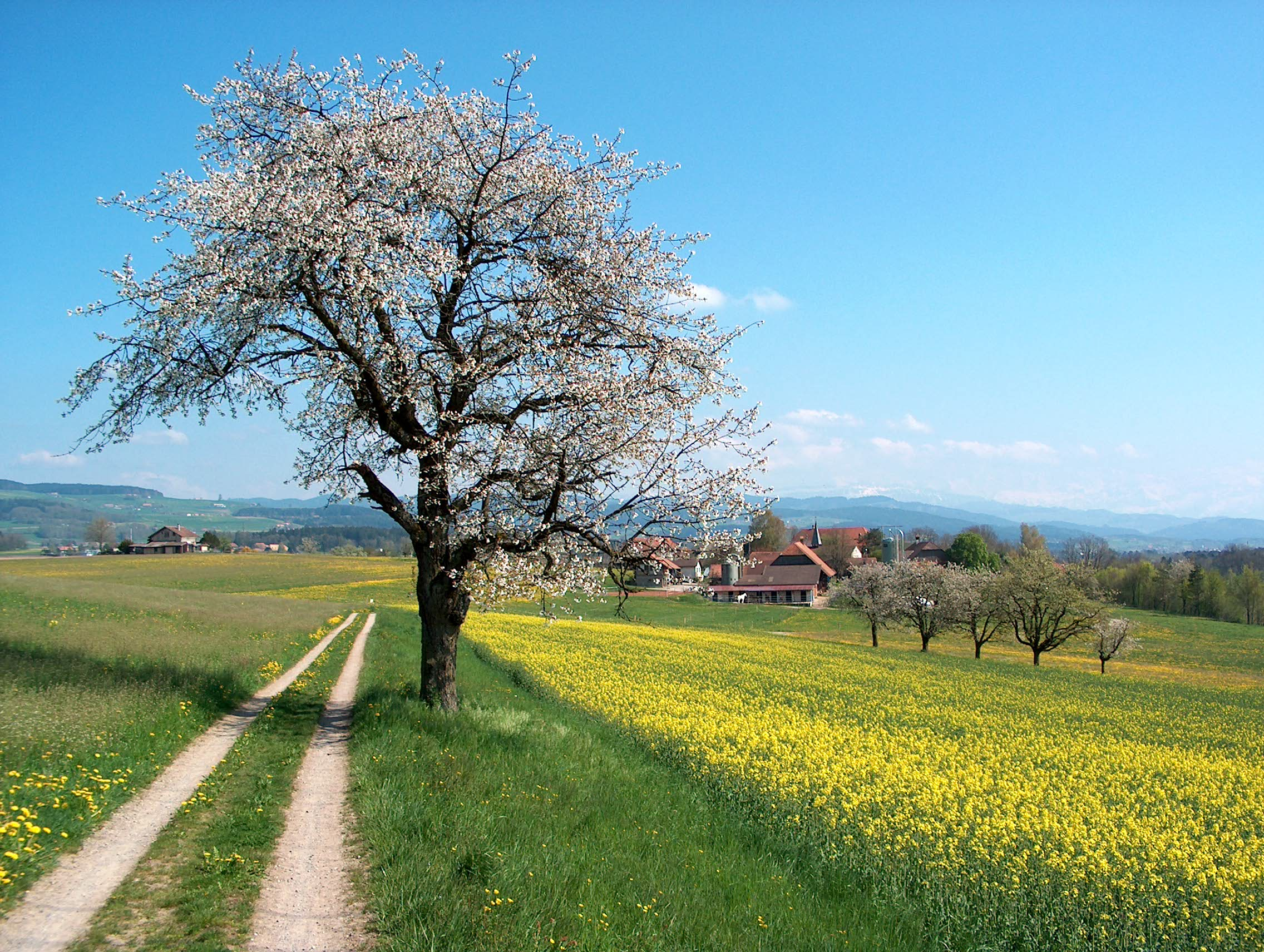
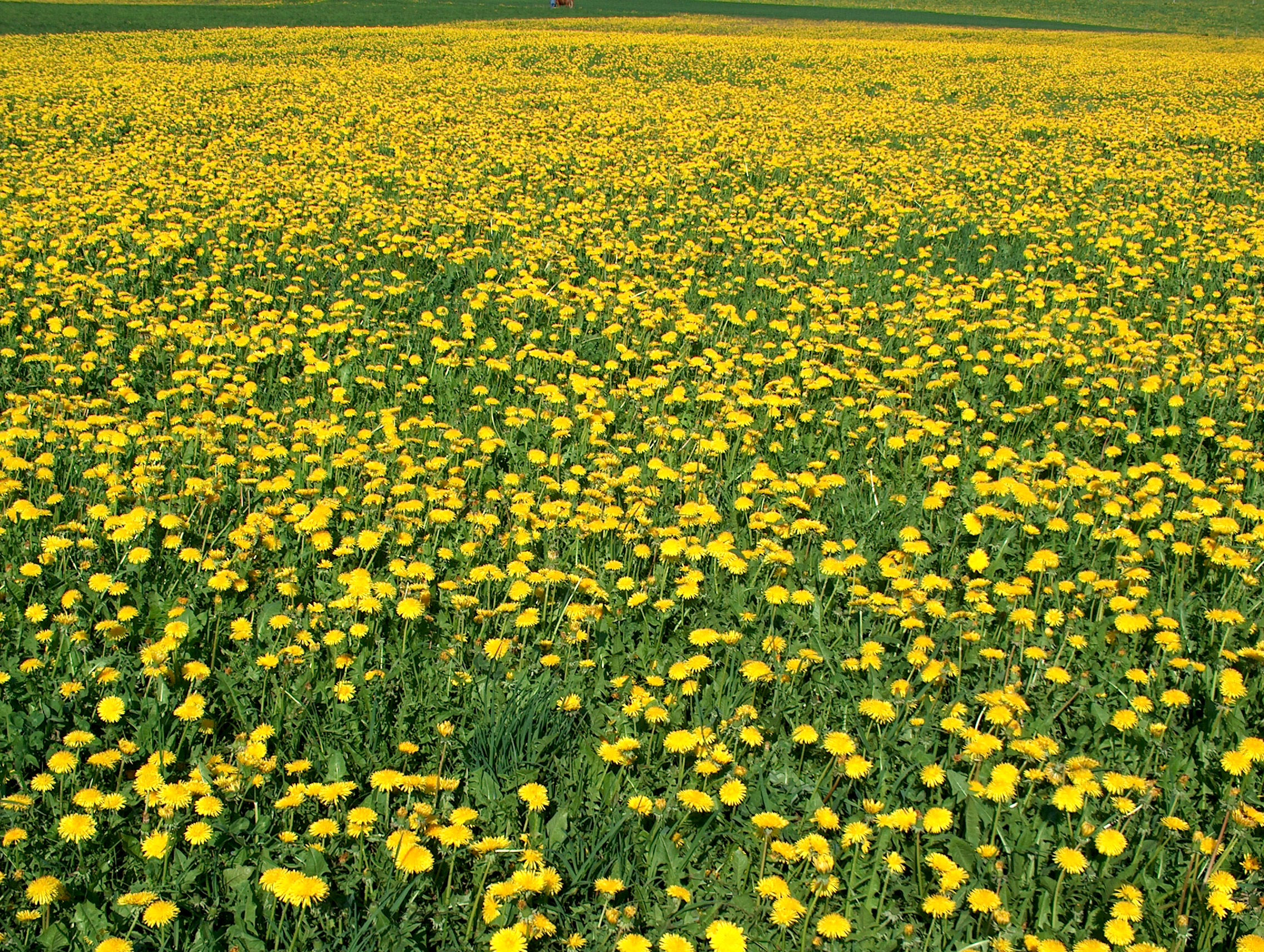
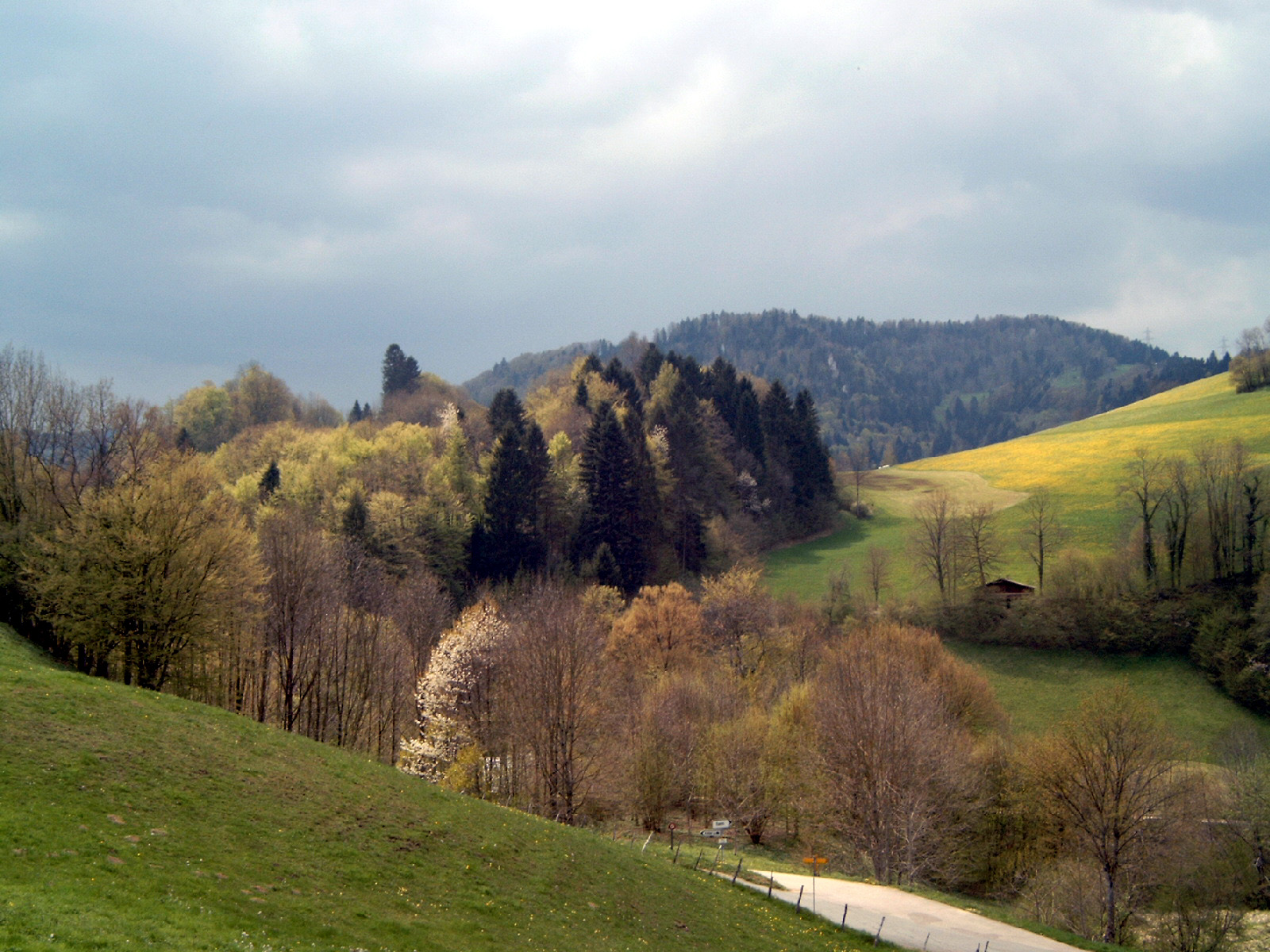
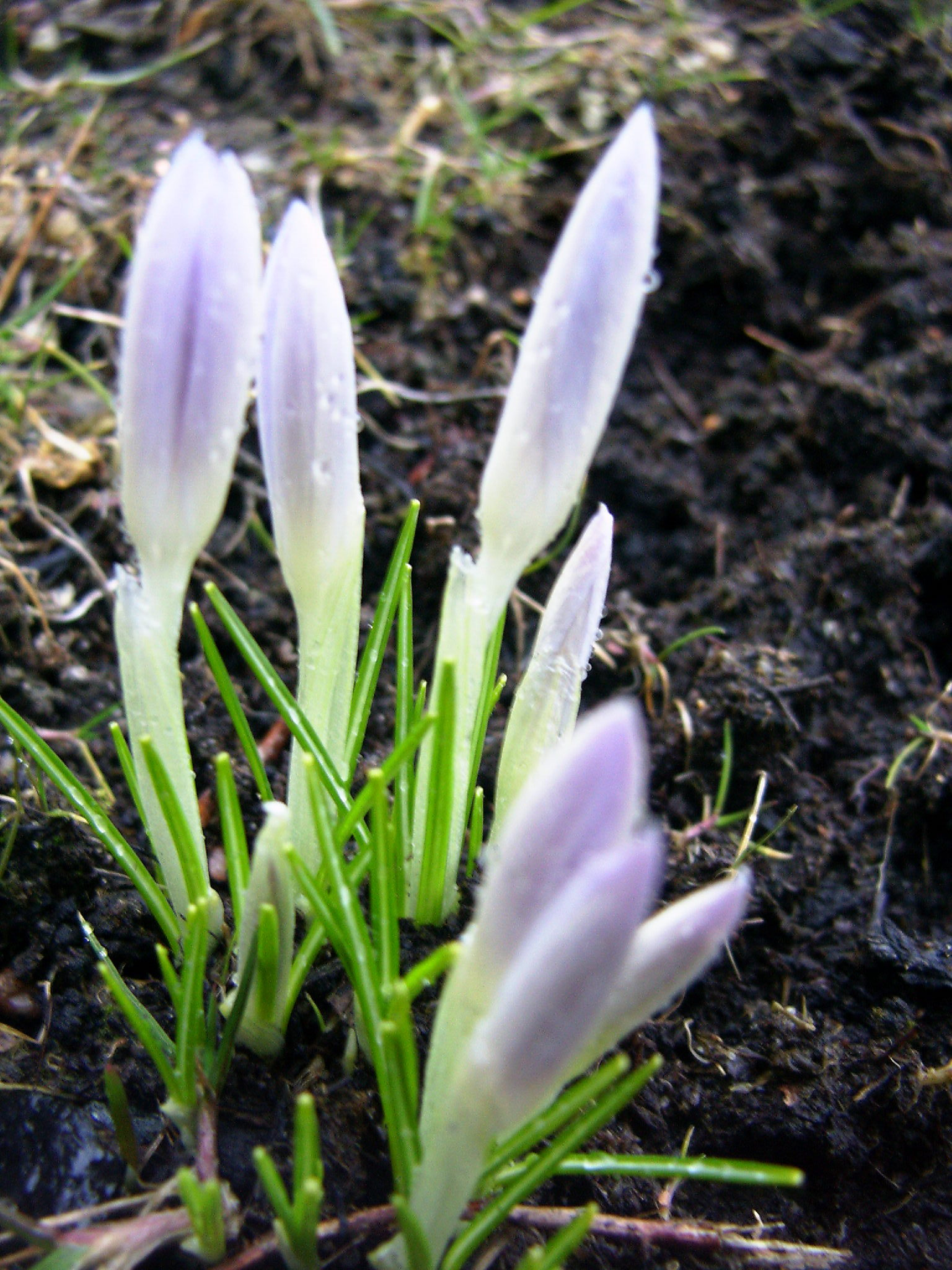
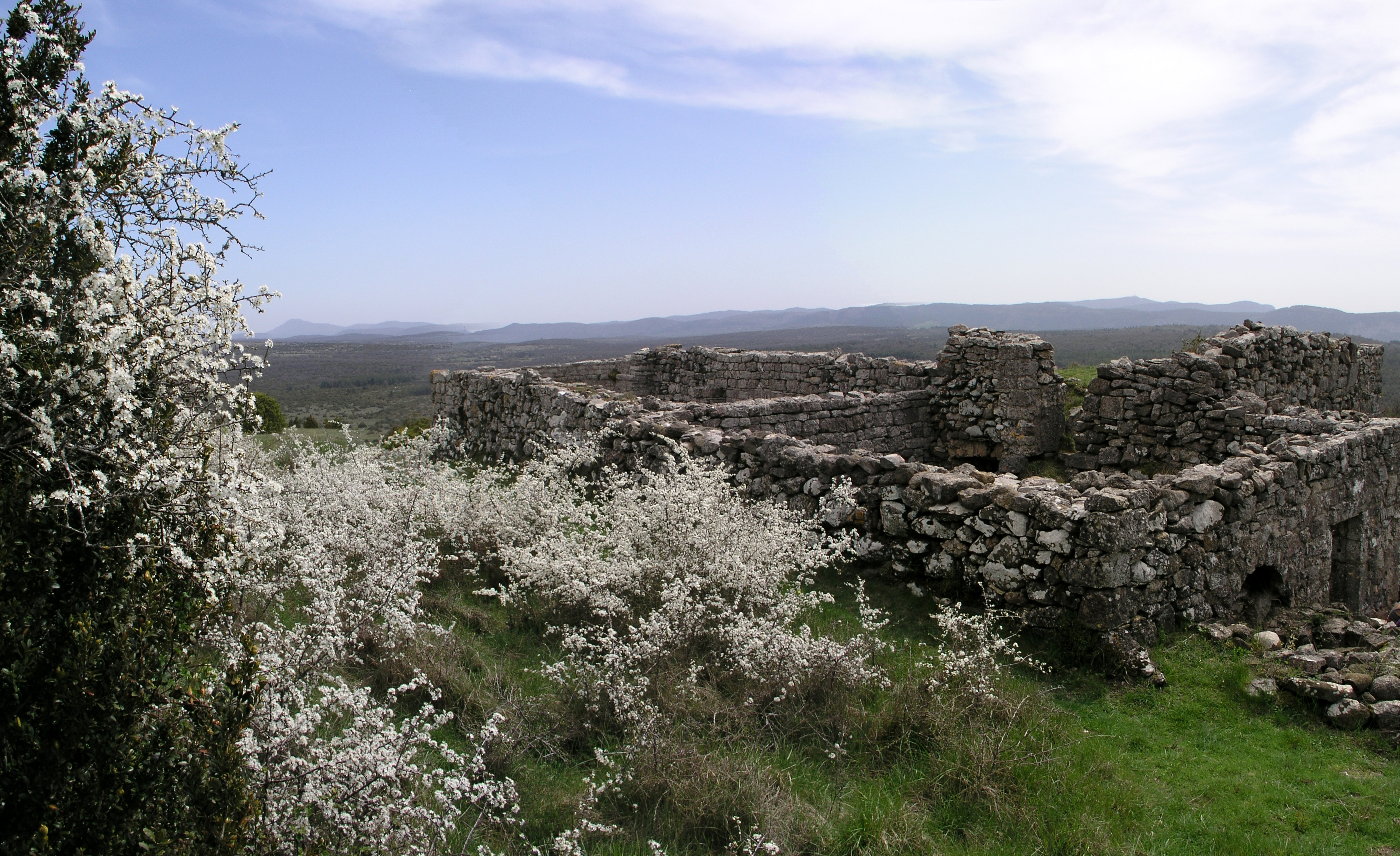
Printemps sur le causse du Larzac (22 avril 2018) à la chapelle Saint-Vincent de la Goutte (Pégairolles-de-l'Escalette, Hérault).
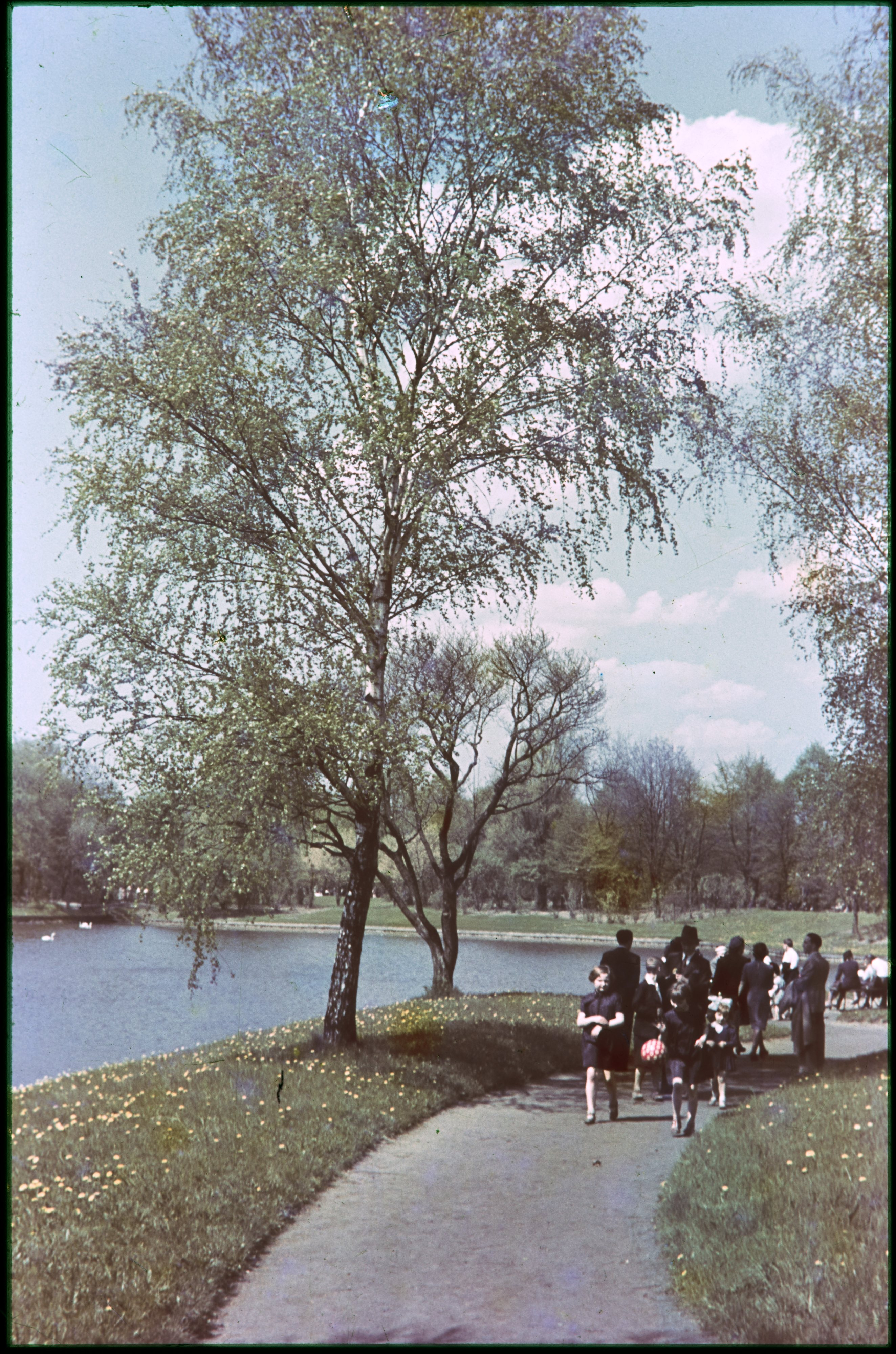
Parc Skaryszewski à Varsovie au printemps, avant la Seconde Guerre mondiale en 1939.

### Arts
Dans la Rome antique, la déesse Flore personnifiait le printemps. Cette vision poétique des choses fut remise en honneur à la Renaissance dans tous les domaines artistiques : en poésie, en peinture (la célèbre Allégorie du Printemps de Botticelli), en sculpture (bas-relief le Printemps de Bouchardon) et en musique (Le Printemps dans les Quatre Saisons de Vivaldi).

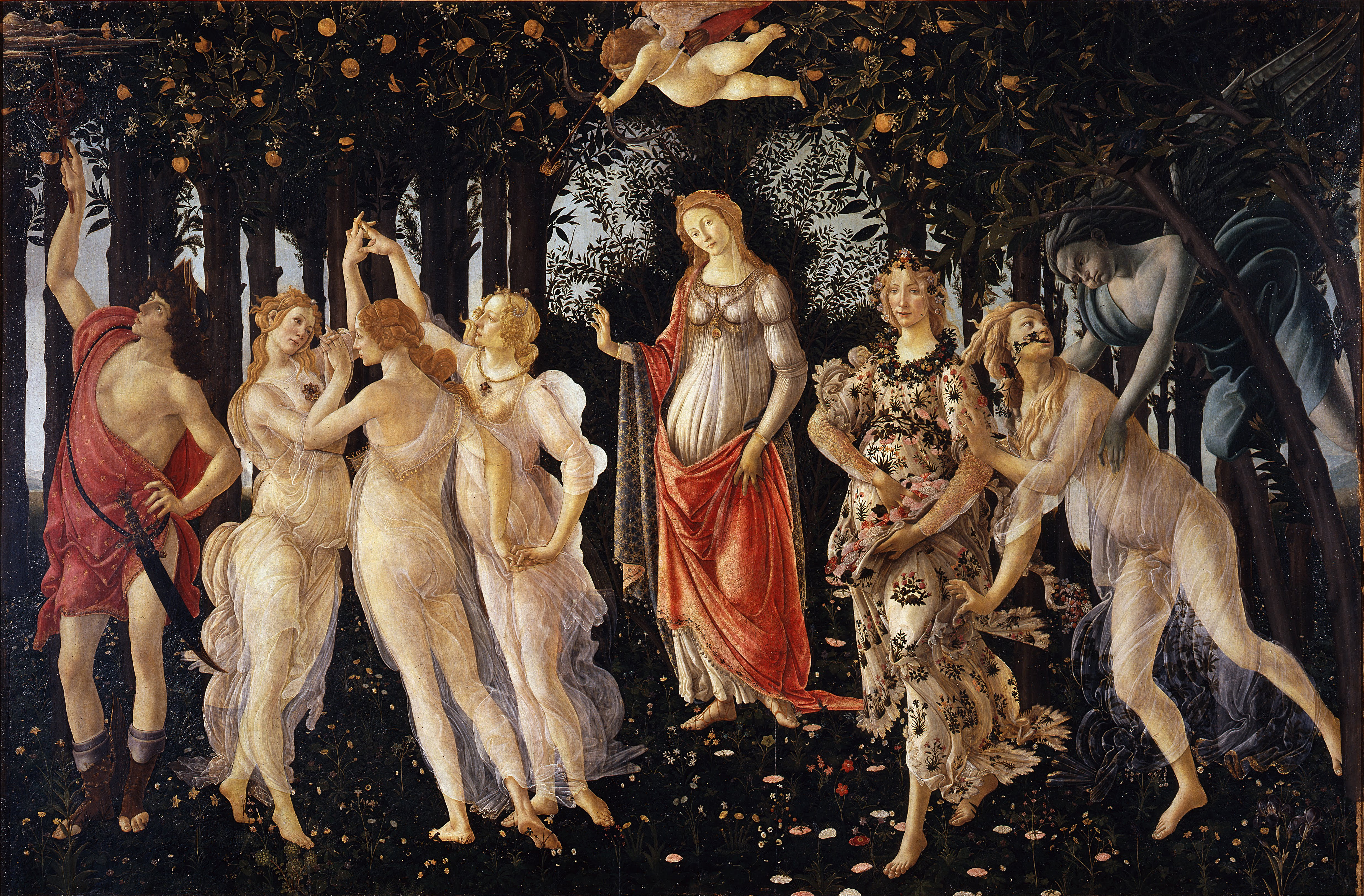
Le printemps, de Botticelli.
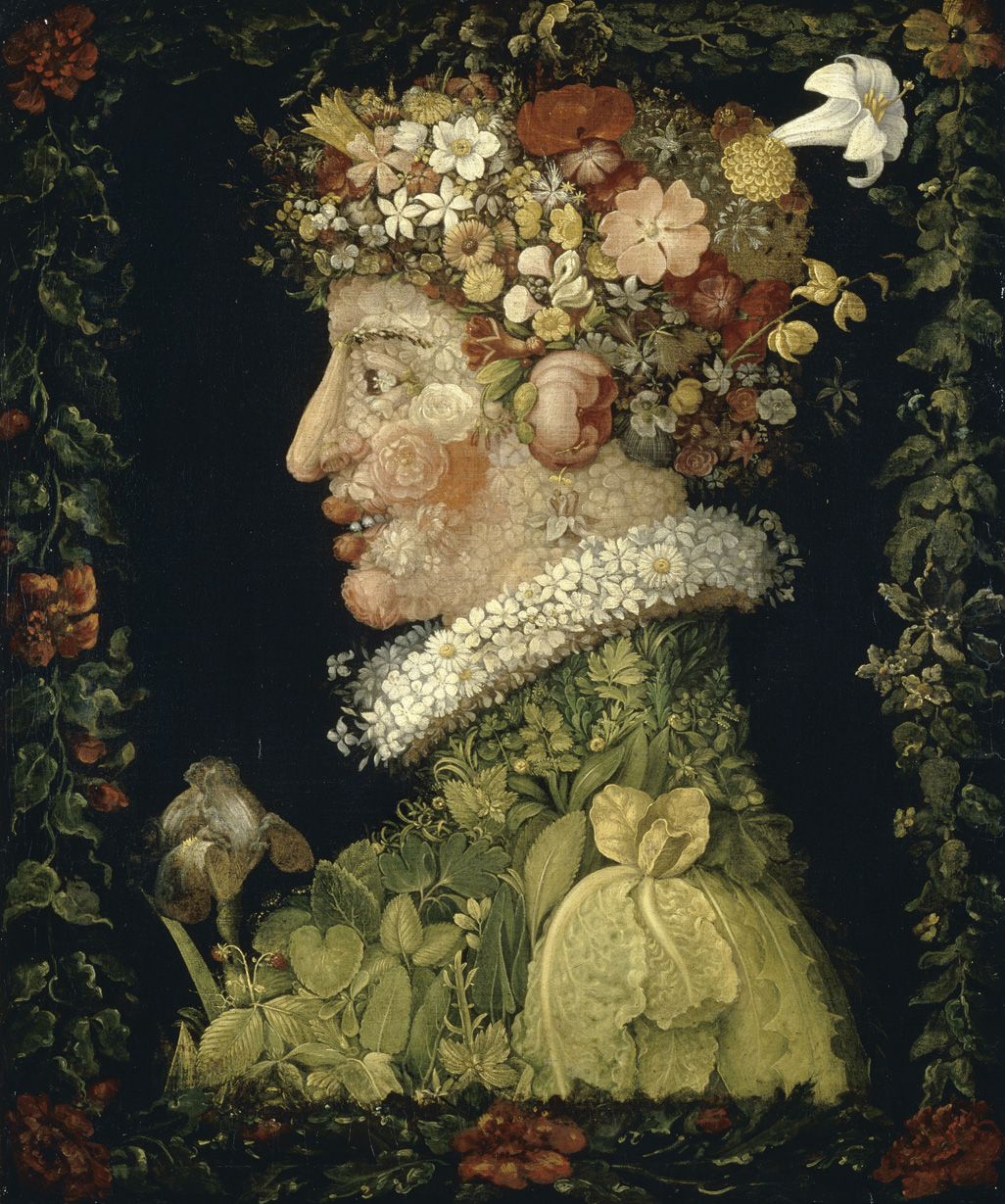
Le printemps, de Giuseppe Arcimboldo.
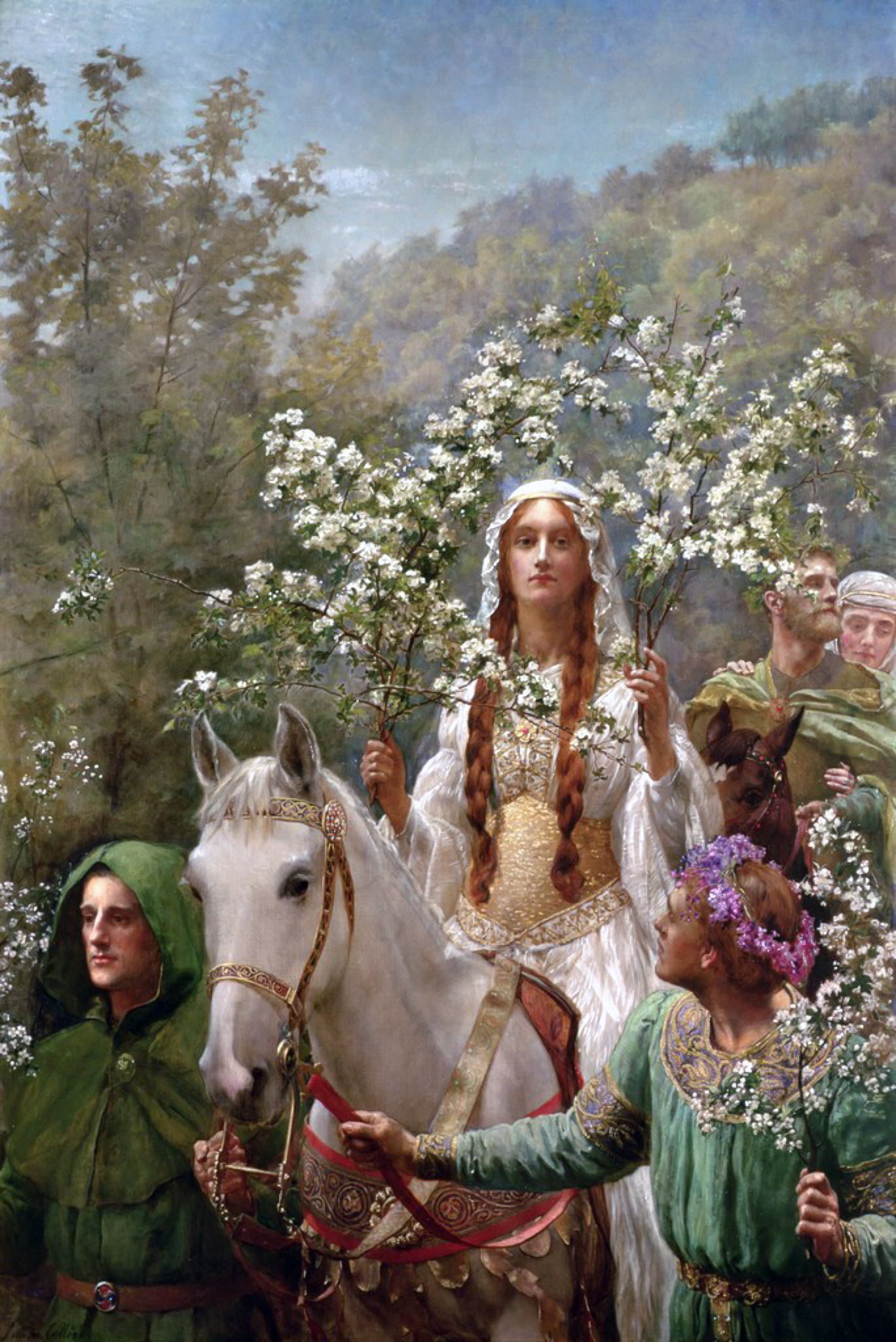
Guenièvre, reine de mai, de John Collier.
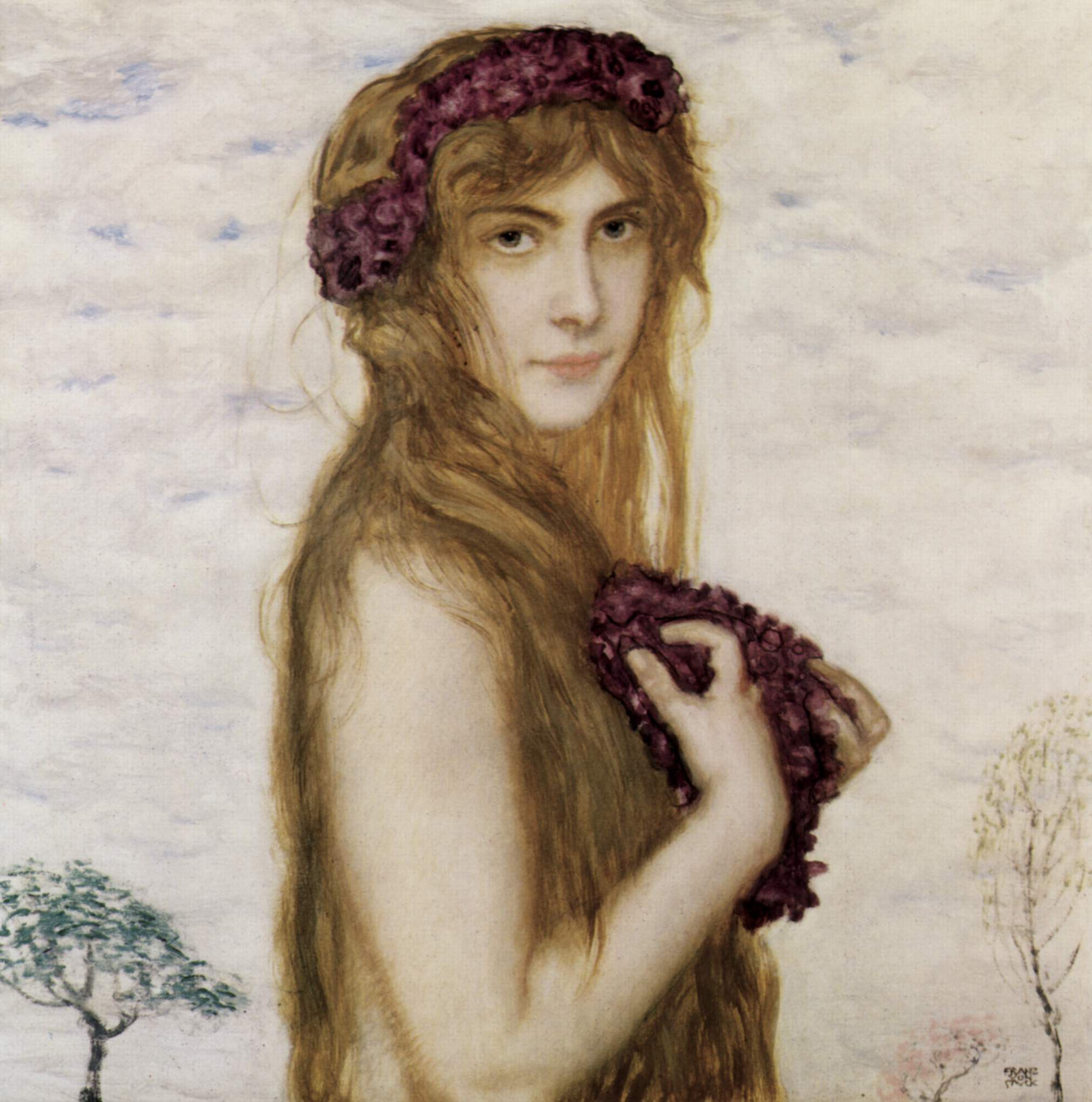
Le printemps, de Franz von Stuck.
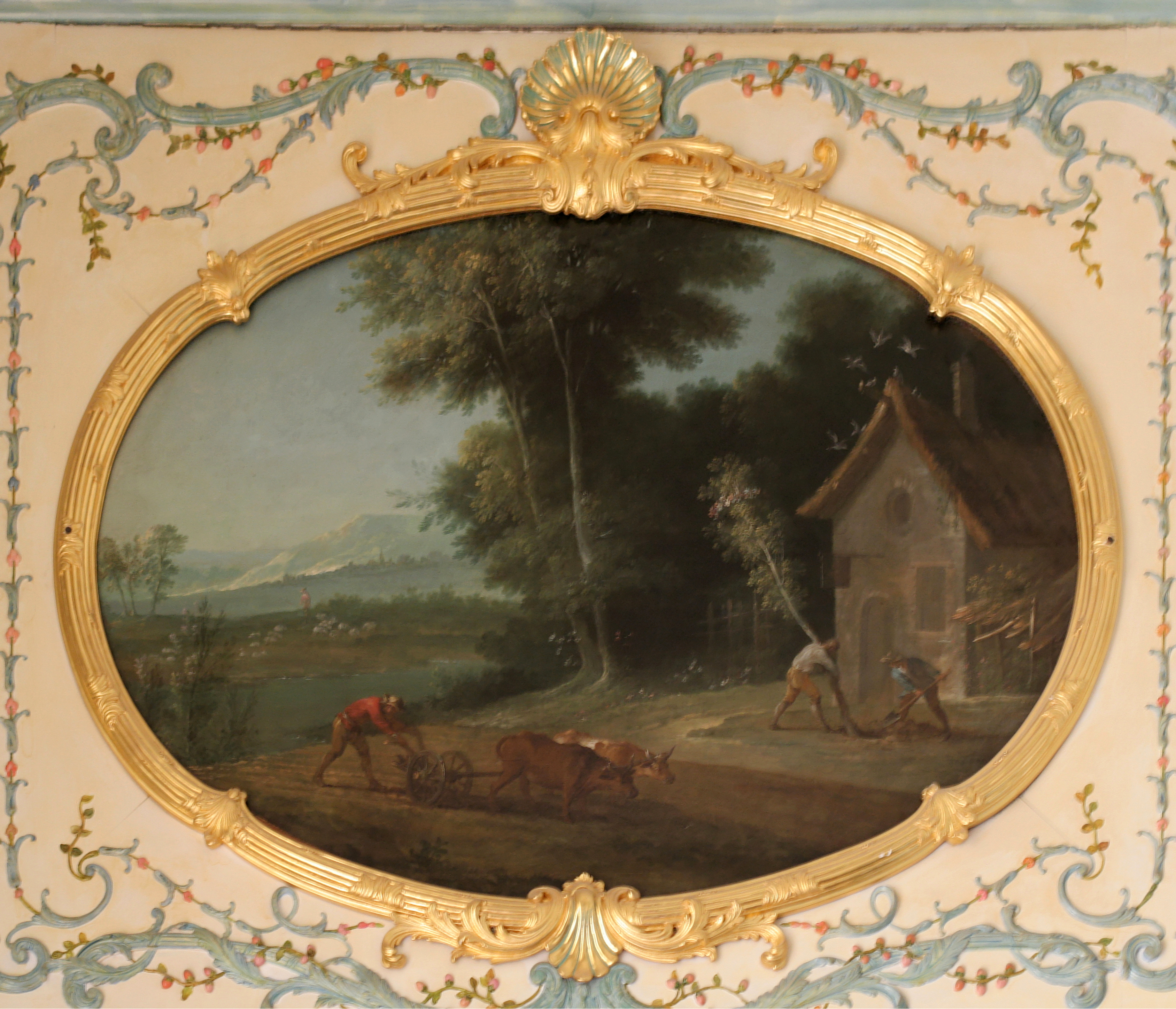
Le Printemps ou Le Labourage, de Jean-Baptiste Oudry.
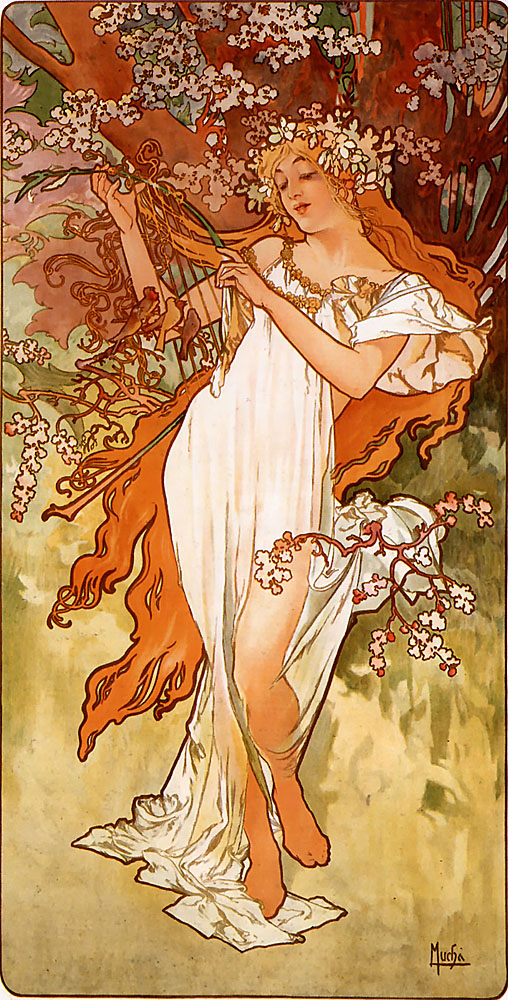
Le printemps, d'Alfons Mucha.
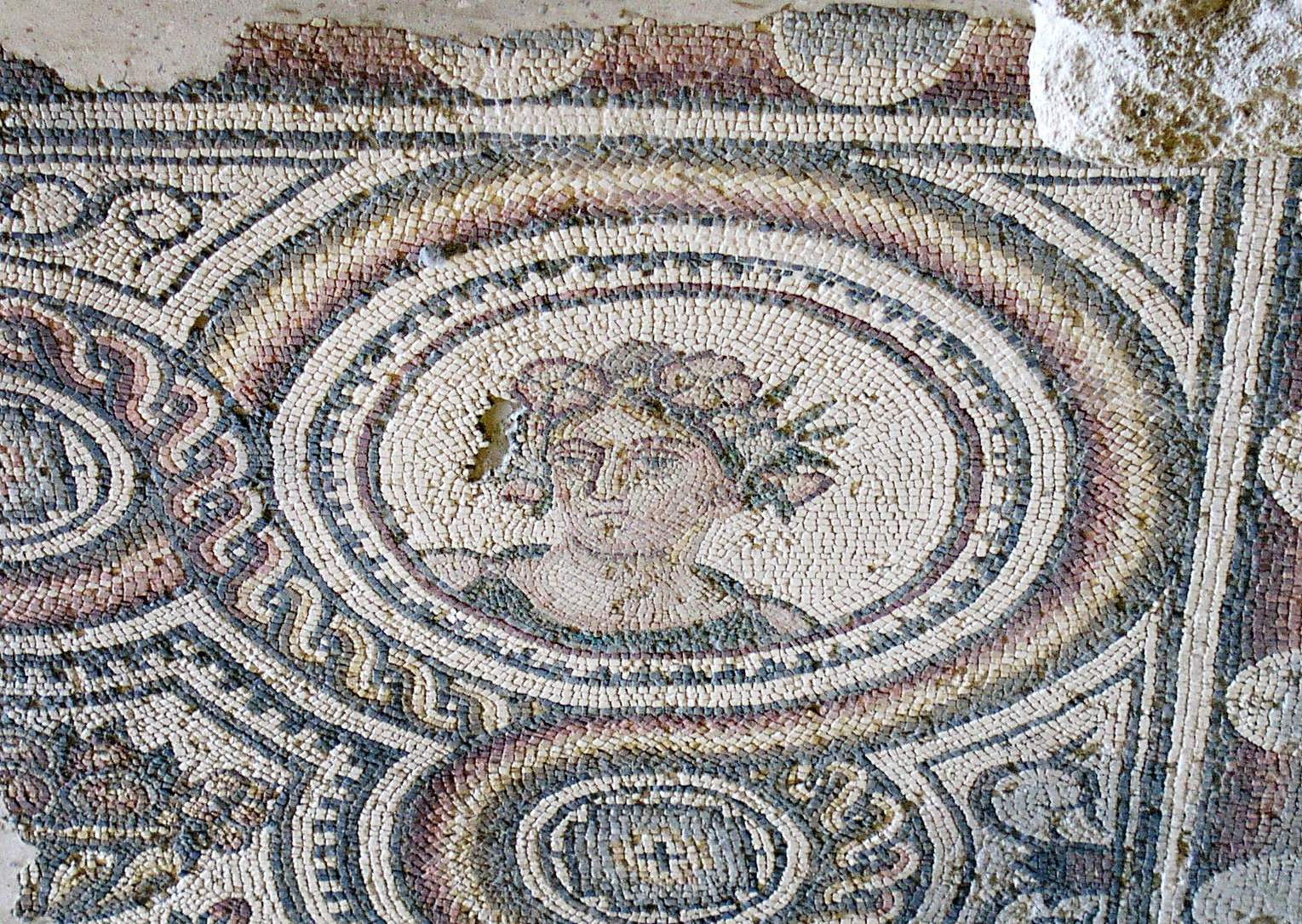
Médaillon du printemps : personnage coiffé de fleurs (roses, marguerites), mosaïque de la villa gallo-romaine de Loupian (Hérault).

| Antonio Vivaldi (1678-1741) Les Quatre Saisons : Le Printemps John Harrison, violon |
| Allegro                                                                             |

## Le printemps et l'amour
Le printemps est souvent appelé la « saison des amours ». En effet, chez les animaux, c'est la saison de reproduction,.